# Raakpuntendriehoek

Raakpuntendriehoek T_{A}T_{B}T_{C} als ceva-driehoek van het punt van Gergonne

De raakpuntendriehoek TATBTC is een nieuwe driehoek ten opzichte van een gegeven driehoek ABC. De hoekpunten zijn de punten waar de ingeschreven cirkel de zijden van ABC raakt. 
De raakpuntendriehoek is de voetpuntsdriehoek van het middelpunt van de ingeschreven cirkel en de ceva-driehoek van het punt van Gergonne. De raakpuntendriehoek is gelijkvormig aan, zelfs gelijkstandig met, de driehoek van de middelpunten van de aangeschreven cirkels.
De driehoeken ATBTC, TABTC en TATBC zijn gelijkbenig.